# Zamek Bratysławski
Zamek Bratysławski (słow. Bratislavský hrad, węg. Pozsonyi vár, niem. Pressburger Burg) – zamek, położony na szczycie wzgórza, w centrum Bratysławy, nad brzegiem Dunaju.

## Historia
Warowne budowle na bratysławskim wzgórzu istniały już w starożytności – wzgórze było wówczas akropolem położonej u jego stóp celtyckiej osady. Swoje budowle wznosili tu też Rzymianie i Słowianie. W średniowieczu wzgórze wraz z całą okolicą przeszło pod władzę Węgrów. W X wieku powstał tu zamek z kamienia, zamieniony w fortecę obronną w XV wieku. W wieku XVI przebudowano go w stylu renesansowym, a sto lat później – w stylu barokowym. Za rządów Marii Teresy Habsburg, królowej Czech i Węgier, stał się siedzibą księcia Alberta cieszyńskiego. W 1784 roku zamek oddano kościołowi katolickiemu (powstała tu szkoła katolicka), następnie w 1802 roku założono tu koszary. W 1811 roku zamek uległ zniszczeniu w trakcie pożaru wznieconego przez wojska napoleońskie. Odbudowano go dopiero w latach 50. XX wieku.
Obecnie w pomieszczeniach zamkowych znajdują się eksponaty Muzeum Historycznego (Historické múzeum), które stanowi część Słowackiego Muzeum Narodowego (Slovenské národné múzeum) w Bratysławie.
W ostatnich latach odnowiono fasadę zamku, która uzyskała jasny kolor (przedtem mury były szarobrązowe).